# Patrick Lussier
Patrick Lussier (n. 11 de julio de 1966) es un guionista y director canadiense.

## Carrera
Lussier ha trabajado como editor de películas en la mayoría de las películas de Wes Craven, como Wes Craven's New Nightmare, Vampire in Brooklyn, Scream y Red Eye y ha dirigido películas como Drácula 2000, Ángeles y demonios 3 y White Noise 2: The Light. 
En 1996, editó la película Doctor Who.
El 19 de septiembre de 2009, Lussier firmó para escribir y dirigir Halloween III.

## Filmografía

### Editor
| Director  | Director                   | Director       | Director    |
| Año       | Película                   | Tipo           | Otras notas |
| --------- | -------------------------- | -------------- | ----------- |
| 2011      | Drive Angry 3D             | Película en 3D |             |
| 2009      | My Bloody Valentine 3D     | Película en 3D |             |
| 2007      | White Noise: The Light     |                |             |
| 2005      | Drácula III: Legacy        | Vídeo          |             |
| 2003      | Drácula II: Ascensión      | Vídeo          |             |
| 2000      | Drácula 2000               |                |             |
| 2000      | The Prophecy 3: The Ascent | Vídeo          |             |
| Guionista |                            |                |             |
| Año       | Título                     | Tipo           | Notas       |
| 2015      | Terminator Génesis         |                | Coguionista |
| 2011      | Drive Angry 3D             |                | Guionista   |
| 2005      | Drácula III: Legacy        | Vídeo          | Guionista   |
| 2003      | Drácula II: Ascensión      | Vídeo          | Guionista   |
| 2000      | Drácula 2000               |                | Historia    |